# منتزعة الكبريت الشعرية
منتزعة الكبريت الشعرية (الاسم العلمي: Desulfovibrio capillatus) هي نوع من البكتيريا، سلبية الغرام، تتبع جنس منتزعة الكبريت.